# Mattias Janmark
Mattias Janmark Nylén (* 8. prosince 1992 Stockholm) je švédský lední hokejista, střední útočník, který v současnosti působí v severoamerické NHL v klubu Edmonton Oilers. Předtím oblékal v NHL dres Dallas Stars, Chicago Blackhawks a Vegas Golden Knights. Jeho bilance v základní části této soutěže je 605 zápasů, 209 kanadských bodů a 81 gólů (stav k 24. 1. 2024). Ve vyřazovací části (Stanleyově poháru) přidal dalších 91 zápasů a 33 bodů (12 branek). Nejvyšší švédskou soutěž hrál za Frölunda HC a AIK Stockholm. Se švédskou reprezentací získal titul mistra světa na šampionátu v roce 2018.